# 소아 비만

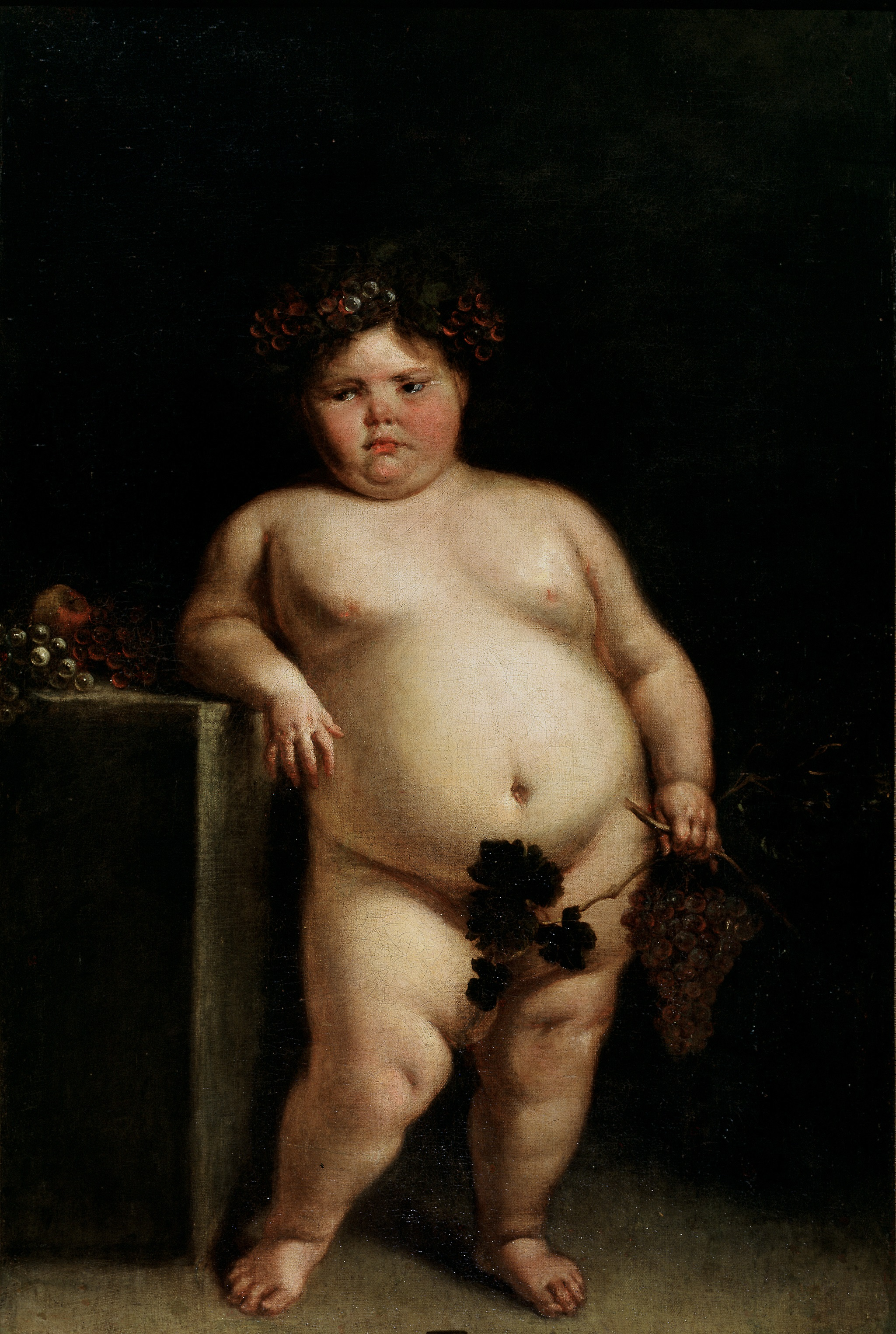

소아 비만(Childhood Obesity)는 어린아이가 체중이 지나치게 많이 나가는 증상을 말한다. 과식과 운동 부족이 주된 원인이지만 쿠싱 증후군 따위의 질병으로 인한 경우도 있는데, 대부분은 약 6세 이전에 나타나며, 그중의 약 3분의 2는 비만 성인이 될 위험이 있다. -출처: 국립국어원 우리말샘

## 소아 비만의 진단 기준
1. 비만도 : 성별, 연령별, 체중 50 백분위수를 표준 체중으로 비만도를 계산하여 20% 이상을 비만으로 정의하고, 이 중에서 20~30%는 경도 비만, 30~50%는 중등도 비만, 50% 이상을 고도 비만으로 분류한다.
2. 체지방량
3. 성별 체중 : 성별에 비교한 체중이 95 백분위수 이상이면 비만이다.

## 참고 문헌
- 중앙대학교 건강칼럼